# برایان گرانت
 برایان گرانت (انگلیسی: Bryan Grant؛ زاده ۲۵ دسامبر ۱۹۰۹ درگذشته ۵ ژوئن ۱۹۸۶) یک تنیس‌باز اهل ایالات متحده آمریکا بود.